# Umfahrung Saas

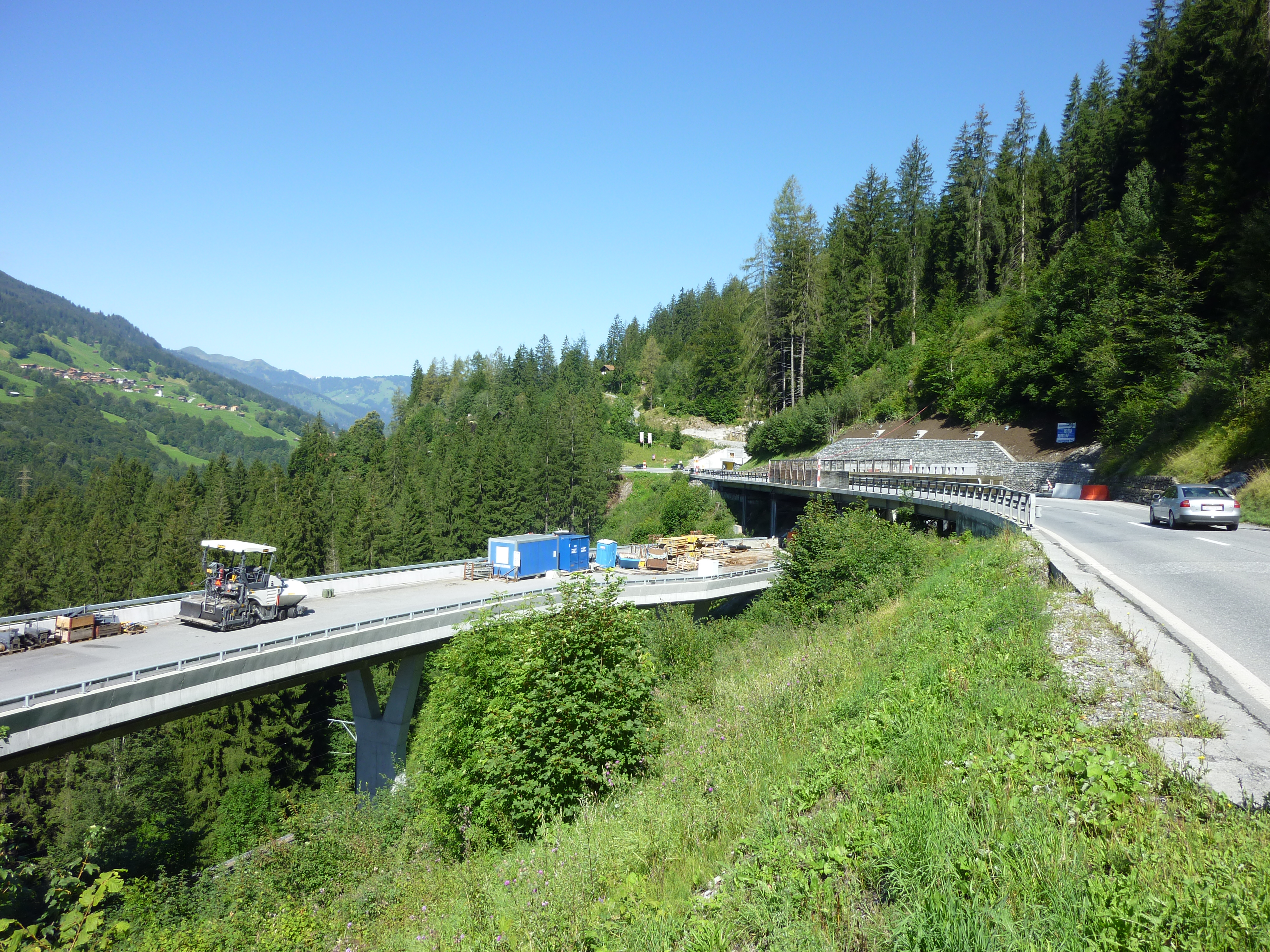
Oberes Ende/Anfang der Umfahrung im August 2010

Die Umfahrung Saas an der Hauptstrasse 28 ist ein Teilprojekt des Ausbaus der Nationalstrasse 28 im Prättigau im Schweizer Kanton Graubünden. Mit dem Bau wurde 2002 begonnen, am 21. Oktober 2011 wurde sie dem Verkehr übergeben. Talaufwärts schliesst sich mit der Umfahrung Klosters der längste Teil der Ausbaustrecke an; talabwärts geht sie in die Umfahrung Küblis über, die im Juni 2016 eröffnet wurde.

## Zweck
Sinn der Umfahrungsstrecken im Prättigau ist es, die Orte entlang der Durchgangsstrasse vom Fernverkehr zu entlasten, der speziell in der Hauptsaison im Winter herrscht. Eine wichtige Rolle spielt auch die ganzjährig bestehende Verbindung vom Bündner Unterland ins Engadin. Seit 1999, dem Jahr der Inbetriebnahme des Vereina-Eisenbahntunnels mit Autoverlad in Klosters-Selfranga, ist die Strasse durch das Tal der Landquart zusätzlich belastet. Vor der Eröffnung dieses Tunnels gab es zwar ebenfalls Durchgangsverkehr ins Engadin, jedoch über den Flüelapass bei Davos, der im Winter nur mit grossem Aufwand sicher zu befahren war.

## Anschluss Saas
Der Halbanschluss Saas ist die westliche Zufahrt zum Walserdorf Saas im Prättigau. Das Trassee der alten Kantonalstrasse zweigt hier von der Neubaustrecke ab und wird zur Zufahrtsstrasse. Das neue Trassee verläuft von hier aus weiter zum unmittelbar folgenden Westportal des Saaser Tunnels.

## Saaser Tunnel
Der Saaser Tunnel bildet das Kernstück der Umfahrung Saas. Nach dem Gotschnatunnel bei Klosters ist er mit 2577 m Länge der zweitlängste Tunnel des gesamten Ausbauprojekts. Er beginnt am Portal Saas West und steigt von dort mit 2,6 % auf einer Länge von 2,58 Kilometern zum Tunnelportal Waldhof im Osten an. Parallel entstand wie auch beim Gotschnatunnel ein Notstollen in 30 Metern Entfernung auf der Talseite. Zu diesem führen acht Querstollen im Abstand von rund 300 Metern. Zusätzlich existieren beidseitig je drei Pannenbuchten. Leuchtdioden auf dem Bankett und sogenannte Leuchtnägel in der Fahrbahnmitte sorgen für erhöhte Sicherheit beim Spurhalten im Tunnel. Notrufnischen und Handfeuerlöscher sind alle 150 Meter zu finden. Oberhalb der Deckenverkleidung befindet sich ein Brandkanal, ein Abzugssystem bei möglicher Rauchentwicklung. Ausserdem wird der Tunnel von Videokameras überwacht. Auf beiden Fahrstreifen gilt ein Tempolimit von 80 km/h. Dank Antennen ist das Telefonieren mit Mobiltelefonen im Tunnel ebenso möglich wie das Hören lokaler Radiosender. Sensoren messen ständig den im Tunnel gehenden Wind, erkennen Sichttrübung und überwachen den CO2-Gehalt der Luft. Zusätzlich eingebaute Rauchmelder und ein Brandmeldekabel alarmieren rechtzeitig bei Rauch- und Brandereignissen und ermöglichen so die Selbstrettung in den durch Überdruck gesicherten Rettungsstollen.
Nach einem 130 Meter langen Tagbauabschnitt nach dem Westportal des Tunnels folgt ein 35 Meter langer Abschnitt im Lockergestein. Darauf folgt ein 2,02 Kilometer langes Teilstück in Fels, welches im Sprengvortrieb durchörtert wurde. Danach erreicht der Tunnel Grundmoränenmaterial. Dieses wurde vom Ostportal aus durchörtert, wobei ein Rohrschirm für die nötige Stabilität sorgte. Beim Ostportal wurde wiederum ein zwölf Meter kurzer Tagbauteil erstellt.
Der parallel zum Strassentunnel verlaufende Sicherheitsstollen wurde mittels einer Tunnelbohrmaschine mit einem Ausbruchsdurchmesser von 4,25 Metern erstellt.

## Hexentobelbrücke
Nach dem Tunnelportal Waldhof beginnt unmittelbar die 339 Meter lange Hexentobelbrücke, eine am Hang stehende Brücke in Ypsilon-Bauweise. Das Wort Ypsilon deutet auf die Form der Stützen hin, die zum oberen Ende geöffnet sind.

## Marchtobelbrücke
Zwischen der Hexentobelbrücke und dem Anschluss Pagrüeg bildet die 86 Meter lange Marchtobelbrücke die Fortführung der Ausbaustrecke, nachdem die Strasse hinter der Hexentobelbrücke für kurze Zeit auf festem Boden am Hang entlang verläuft. Auch bei dieser Brücke handelt es sich um eine Ypsilon-Brücke.

## Anschluss Pagrüeg
Beim Anschluss Pagrüeg handelt es sich um einen Kreisverkehr, in den jeweils westlich und östlich das neue Trassee der Kantonalstrasse einmündet. Südlich mündet die Strasse nach Pagrüeg in den Kreisverkehr, und nördlich mündet die Ostzufahrt nach Saas ein. Diese Zufahrt entspricht der alten Kantonalstrasse, der sogenannten Prättigauerstrasse.